# Máté Katona
Máté Katona (Sopron, 22 giugno 1997) è un calciatore ungherese, centrocampista del Gyirmót.

## Caratteristiche tecniche
È un esterno destro.

## Carriera

### Club
Cresciuto nelle giovanili dell'MTK Budapest, ha esordito in prima squadra il 9 dicembre 2012 in occasione del match di Magyar labdarúgó-ligakupa vinto 2-1 contro il Paks.

### Nazionale
Ha giocato nelle nazionali giovanili ungheresi Under-18 ed Under-21.

## Palmarès

### Club

#### Competizioni nazionali
- Nemzeti Bajnokság II: 1

MTK Budapest: 2019-2020
- Coppa d'Ungheria: 1

Ferencváros: 2021-2022
- Campionato ungherese: 1

Ferencváros: 2021-2022